# Apygophora
Apygophora é uma ordem de crustáceos pertencentes à classe Maxillopoda.
Família:
- Trypetesidae